# Camille Doncieux
Camille Doncieux (15. ledna 1847 Lyon – 5. září 1879 Vétheuil) byla francouzská modelka a první žena francouzského malíře Claude Moneta. Byla také objektem mnoha Monetových děl, stejně jako prací Augusta Renoira a Édouarda Maneta.
S Monetem měla dva syny.